# Íþróttafélagið Leiknir
Íþróttafélagið Leiknir, ofta förkortat Leiknir Reykjavík, är en isländsk idrottsklubb från Reykjavik som är mest känd för sina framgångar inom fotboll.

## Meriter
Úrvalsdeild
8 pl. (2021).
Cupen1/2 f. (2017).

## Färger
Leiknir R. spelar i blå och vit trikåer, bortastället är vit.
| Leiknir Reykjavík | Leiknir Reykjavík |

## Placering senaste säsonger
| Säsong | Nivå | Liga           | Placering | Referens | Notering                        |
| ------ | ---- | -------------- | --------- | -------- | ------------------------------- |
| 2013   | 2    | 1. delid karla | 7         | [ 3 ]    |                                 |
| 2014   | 2    | 1. delid karla | 1         | [ 4 ]    | Uppflyttad till Pepsideild 2015 |
| 2015   | 1    | Pepsideild     | 11        | [ 5 ]    | Nedflyttad till 1. deild karla  |
|        |      |                |           |          |                                 |
| 2017   | 2    | 1. delid karla | 7         | [ 6 ]    |                                 |
| 2018   | 2    | 1. delid karla | 6         | [ 7 ]    |                                 |
| 2019   | 2    | 1. delid karla | 7         | [ 8 ]    |                                 |
| 2020   | 2    | 1. delid karla | 2         | [ 9 ]    | Uppflyttad till Pepsideild 2015 |
| 2021   | 1    | Pepsideild     | 8         | [ 10 ]   |                                 |
| 2022   | 1    | Besta deild    | 12        | [ 11 ]   | Nedflyttad till 1. deild karla  |
| 2023   | 2    | 1. delid karla | 5         | [ 12 ]   |                                 |
| 2024   | 2    | 1. delid karla | 8         | [ 13 ]   |                                 |